# Пилкохвіст український

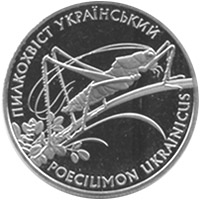
Пам'ятна монета України «Пилкохвіст український» (реверс)

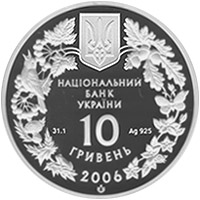
Срібна пам'ятна монета України «Пилкохвіст український» (10 грн., аверс)

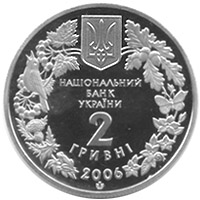
Пам'ятна монета України «Пилкохвіст український» (2 грн., аверс)

Пилкохві́ст украї́нський (Poecilimon ukrainicus) — підродина коників справжніх, рідкісна комаха, що живе на території Європи, зокрема України та Польщі — зустрічається у степовій і лісостеповій зонах (Миколаївська та Одеська області, околиці Києва, Розточчя, Люблінське плоскогір'я).

## Чисельність і причини її зміни
Рідкісний вид (поодинокі екземпляри). Зникає внаслідок надмірного випасу вздовж лісових масивів, оранки впритул до лісосмуг, знищення чагарникових заростей на узліссях.

## Особливості біології
Генерація однорічна. Зимують у фазі яйця. Личинки з'являються в травні, дорослі особини зустрічаються в червні — серпні. Яйця відкладають у поздовжні щілини на стеблах трав'янистих рослин, які вирізають за допомогою широкого яйцеклада з зубчатим краєм. Фітофаги. Мешкають у трав'янисто-чагарникових заростях та остепненій густій рослинності на узліссях та галявинах дібров і соснових лісів.

## Охорона
Занесений до Червоної книги України та Червоної книги Польщі. Охороняється в заповідниках Лісостепової зони України. Рекомендується створювати у місцях перебування виду ентомологічні заказники. Скорочення чисельності обумовлено тривалою обробкою місць перебування виду пестицидами тощо.